# Юматов Володимир Сергійович
Володимир Сергійович Юматов (нар.. 19 травня 1951, Москва, РРФСР, СРСР) — радянський і російський актор театру і кіно, філософ (кандидат філософських наук). Народний артист Російської Федерації (2014).

## Біографія
Володимир Юматов народився 19 травня 1951 року в Москві, в акторській родині. Батьки, Сергій Никифорович Юматов і Тетяна Володимирівна Шравліна, разом закінчили Оперно-драматичну студію під керівництвом К. С. Станіславського при Большому театрі в Москві.
У дитинстві Володя захоплювався музикою і театром. До восьмого класу навчався в Московській військово-музичній школі. Протягом п'яти років у складі роти юних барабанщиків відкривав паради на Червоній площі.
Після закінчення московської середньої школи № 820 намагався вступити в ГІТІС (на курс Андрія Гончарова), але не пройшов у третьому турі.
Після служби в лавах Радянської армії вступив на навчання на філософський факультет МДУ. З аспірантури пішов до Академії суспільних наук при ЦК КПРС, куди через 2-3 роки після цього розподілилася на роботу випускниця факультету психології МДУ Ірина Булигіна — його майбутня дружина. В Академії отримав вчений ступінь — кандидата філософських наук. Кандидатську дисертацію захищав з прикладної соціології. Тема дисертації була пов'язана зі впливом неформальної сфери міжособистісного спілкування на формування людини і його соціальну поведінку.
Після закінчення Академії працював заступником головного редактора Головної редакції листів і соціологічних досліджень Держтелерадіо СРСР, офіс якої знаходився на Сивцевому Вражку в Москві. Пішов з редакції, коли його вирішили призначити головним редактором.
Акторську кар'єру розпочав у Студентському театрі МДУ під керівництвом Романа Віктюка, куди прийшов після п'ятого курсу МДУ і пропрацював там сім років.
У 1984 році режисер Марк Розовський запросив Юматова до Московського державного театру «Біля Нікітських воріт», де актор служить дотепер.
У 2002 році Володимиру Юматову присвоєно почесне звання «Заслужений артист Російської Федерації», а в 2014 році — «Народний артист Російської Федерації».
З 2016 року Володимир Юматов на запрошення режисера Марка Захарова поєднує роботу в театрі «Біля Нікітських воріт» з роботою в Московському державному театрі «Ленком», де зайнятий у виставі «День опричника» за творами Володимира Сорокіна «Телурія» і «День опричника», прем'єра якого відбулася в 2016 році.

### Родина
Друга дружина — Ірина Булигіна, народилася в Індії в родині радянського журналіста-міжнародника, психологиня, закінчила факультет психології МДУ. У подружжя двоє дітей. Старший син — Сергій, журналіст, закінчив інститут іноземних мов, володіє двома мовами, працює в агентстві «ТАРС». Молодший син — Олексій, закінчив цей же інститут іноземних мов.

## Творчість

### Театральні роботи
- «Уроки музики» (реж. Роман Віктюк)
- «Бідна Ліза»
- «Завтра була війна» (реж. Роман Віктюк; БК «Замоскворіччя»)
- «Історія коня»
- «Гамбрінус»
- «Роман про дівчаток»
- «Дві істоти в безмежності»
- «Ціна» (реж. В. Харченко)
- «Шевці» (реж. В. Херрман)
- «Доктор Чехов»
- «Два Чехових»
- «Ромео і Джульєтта»
- «Дядя Ваня»
- «Крокодильня»
- «Живий труп»
- «Як посварився І. І. з І. М.»
- «Гамлет»

### Фільмографія
- 1979 — Місце зустрічі змінити не можна — хлопець на лавці, з якої його зігнав оперативник Вася Векшин  (1-ша серія, в титрах не вказаний)
- 1982 — Просто жах! — Беклемісов, товариш Мурашова-старшого (епізод)
- 1986 — Попутник — товариш Жиліна
- 1988 — Неділя, пів на сьому — Микола Павлович, слідчий прокуратури
- 1989 — Нечиста сила — слідчий
- 1990 — Пристрасті за Володимиром — епізод
- 1991 — Гамбрінус
- 1992 — Чайка (короткометражний)
- 1992 — Рекет — Титов, редактор
- 2001 — Ігри в підкидного
- 2001 — Лінія захисту — Павло, старший син Віктора Кошельова
- 2001 — Фаталісти — Генадій Степанович
- 2002 — Next 2 — таксист
- 2002 — Коханець — Адик
- 2002 — Марш Турецького (2-й сезон) — депутат, Аркадій Вікторович Придорога
- 2004 — Час жорстоких — Станіслав Нетребин, «права рука» Князева
- 2004 — Афромосквич — декан
- 2004 — Все починається з любові — Фёдоров
- 2004 — Московська сага — слідчий НКВД
- 2005 — Ад'ютанти любові — Прошка
- 2006 — Хто в домі господар? — оцінник
- 2006 — Чарівність зла — слідчий
- 2006 — Пушкін. Остання дуель — Василь Андрійович Жуковський, російський поет
- 2007 — Закон і порядок — Михайло Серафимович, дирижер
- 2007 — Ліквідація — Семчук, слідчий (та закадровий текст)
- 2007 — Агонія страху — Турін
- 2007 — Важкий пісок — Штальбе, німецький офіцер, оберштурмбаннфюрер СС, комендант містечка Сновська
- 2007 — Одна любов душі моєї — Ведучий/Василь Жуковський
- 2007 — Я — сищик — Сан Санич
- 2008 — Захист — Смуглов
- 2008 — Друге дихання — Сіренко
- 2008 — Монтекрісто — Михайло Сергійович Сомов
- 2009 — Невідомий путч — Борис Карлович Пуго, міністр внутрішніх справ СССР
- 2009 — Правду приховує брехня — Євген Семенович, генерал МВС
- 2009 — Пірат і піратка — Аркадій Семенович Селезньов, професор, лікар Пашкова
- 2009 — Шлях додому — Клим
- 2009 — В одному кроці від Третьої світової — Едгар Гувер
- 2009 — Журов — слідчий з Москви
- 2009 — Серце капітана — військовий лікар
- 2009 — Суд — Леонід Осипов, викладач, обвинувачений в отриманні хабара
- 2009 — Исаев — Станіслав Іванович Гржимальський, генерал
- 2009 — Петля — Олексій Павлович Пауков, полковник
- 2009 — Завтра все буде по іншому (документальний фільм) — Борис Карлович Пуго, міністр внутрішніх справ СРСР
- 2010 — Що приховує любов — Максим Захарович, слідчий на пенсії
- 2010 — Афганістан. Точка неповернення (документальний фільм)
- 2010 — Детективне агентство «Іван та Марія» — Глєбов
- 2010—2011 — Втеча — Володимир Іванович Попов, начальник ВТУ № 24
- 2010 — Терміново в номер  — Ігор Михайлович Субботін, підполковник, керівник прес-служби УВС
- 2010 — Сивий мерин —  начальник відділу МУРу, полковник Скоробогатов
- 2010 — Стріляючі гори — епізод
- 2010 — Голоса — Гудков, майор ОБС
- 2010 — Основна версія —  Дмитро В'ячеславович Колчин, батько Євгена, дипломат
- 2010 — Карусель — юрист
- 2011 — Група щастя — Дмитро Миколайович Афанасьєв, слідчий
- 2011 — Каменська 6 (фильм № 6 «Пружина для мишоловки») — Лев Аргунов
- 2011 — Товариші поліцейські (фільм «Шахраї») —  Юрій Васильович Макєєв («Дід»), майор поліції
- 2011 — Єльцин. Три дні в серпні —   Михайло Горбачов,  президент СРСР,  генеральний секретар ЦК КПРС
- 2011 — Ми оголошуємо вам війну —  Анатолій Васильович Жигунов, батько Олени
- 2011 — Чорні вовки —  Микола Іванович Клименко, полковник, командир військово-будівельної частини
- 2011 — Будинок зразкового утримання —  Сергій Георгійович Грибоєдов, кінорежисер
- 2012 — Мосгаз —  Григорій Михайлович Чудовський, журналіст, фронтовий друг Черкасова
- 2012 — Зовнішнє спостереження —  Сергій Гаврилович Зав'ялов, кримінальний авторитет
- 2012 — Одного разу в Ростові —  Геннадій Павлович Копильцов, начальник ростовського Управління КДБ, полковник
- 2012 — Зненавиджена —  мер міста Геннадій Олексійович Мажа
- 2012 — Свято під замком —  оповідач
- 2012 — Сутичка —  Куратор
- 2013 —  Метро —  начальник ГУВС Москви, генерал-полковник поліції
- 2013 — Вбити Сталіна —   Микола Сидорович Власик, генерал, начальник охорони  Йосипа Сталіна
- 2014 — Академія —  Лобанов
- 2014 — Викрадення Єви —  Юрій Рудольфович Підгорний, батько Єви, депутат і підприємець
- 2014 —  Сонячний удар —  обережний полковник, любитель опери
- 2014 — Вдова —  Валерій Григорович Малкін, батько Поліни
- 2014 — Григорій Р. —   Петро Аркадійович Столипін, голова Ради міністрів Російської імперії
- 2014 — Кат —  Григорій Михайлович Чудовський, журналіст, редактор газети «Радянська трибуна», фронтовий друг Черкасова
- 2015 — Місто —  Назар Якимович Барсуков, старшина міліції
- 2015 — І я там був
- 2015 — Кінець прекрасної епохи —  член редколегії
- 2015 — Павук —  Григорій Михайлович Чудовський, журналіст, редактор газети «Радянська трибуна», фронтовий товариш Черкасова
- 2015 — Таємнича пристрасть —  Федір Пилипович Кількічьов, завідувач відділом пропаганди і агітації ЦК КПРС
- 2015 — Непідкупний —  Петро Васильович Анісімов, начальник слідчого відділу при  Генеральній прокуратурі СРСР
- 2016 — Катерина. Зліт —  граф Петро Борисов Шереметєв
- 2016 — Челночніци —  Павло Олексійович Рябушкін, майор міліції у відставці, батько Ольги Родіонової
- 2016 — Шакал —  Григорій Михайлович Чудовський, журналіст, редактор газети «Радянська трибуна», фронтовий товариш Черкасова
- 2016 — Злочин —  Віктор Володимирович Антонов, мер міста Светогорську
- 2017 — Крила імперії —  Ільїн
- 2017 — Торгсин —  Олександр Євгенович Ферсман, академік, керівник Олексія
- 2017 — Ходіння по муках —  Тьотькін
- 2018 — Операція «Сатана» —  Григорій Чудовський, редактор газети «Радянська трибуна», фронтовий товариш Черкасова
- 2019 — Формула помсти —  Григорій Чудовський, редактор газети «Радянська трибуна», фронтовий товариш Черкасова
- 2019 — Поселенці —  Олександр Михайлович Семенов (Шерхан)
- 2019 — Відображення веселки
- 2019 — Пристави
- 2019 — Чорнобиль
- 2020 — Катя і Блек —  Сергій Іванович Ковальов